# Pro D2 2003-04
El Pro D2 2003-04 fue la cuarta edición de la segunda categoría profesional del rugby francés.

## Modo de disputa
El torneo se disputó en formato de todos contra todos en condición de local y de visitante en su fase regular, los cuatro mejores equipos clasificaron a las semifinales en la búsqueda del campeonato.
Los últimos dos equipos al finalizar el torneo descendieron directamente a la tercera división.

## Clasificación
| Pos. | Equipo                | Encuentros | Encuentros | Encuentros | Encuentros | Tantos | Tantos | Tantos | Puntos |
| Pos. | Equipo                | PJ         | PG         | PE         | PP         | F      | C      | Dif    | Puntos |
| ---- | --------------------- | ---------- | ---------- | ---------- | ---------- | ------ | ------ | ------ | ------ |
| 1.º  | Bayonne               | 30         | 21         | 2          | 7          | 680    | 462    | 218    | 74     |
| 2.º  | Auch                  | 30         | 22         | 0          | 8          | 667    | 466    | 201    | 74     |
| 3.º  | Lyon OU               | 30         | 20         | 1          | 9          | 776    | 482    | 294    | 71     |
| 4.º  | US Dax                | 30         | 19         | 0          | 11         | 741    | 557    | 184    | 68     |
| 5.º  | Stade Rochelais       | 30         | 16         | 0          | 14         | 600    | 601    | -1     | 62     |
| 6.º  | Oyonnax               | 30         | 14         | 3          | 13         | 611    | 644    | -33    | 61     |
| 7.º  | Tyrosse               | 30         | 15         | 0          | 15         | 585    | 685    | -100   | 60     |
| 8.º  | Toulon                | 30         | 14         | 0          | 16         | 655    | 656    | -1     | 58     |
| 9.º  | Tarbes                | 30         | 13         | 1          | 16         | 624    | 582    | 42     | 57     |
| 10.º | Aurillac              | 30         | 13         | 1          | 16         | 591    | 600    | -9     | 57     |
| 11.º | Sporting Club Albi    | 30         | 12         | 3          | 15         | 602    | 617    | -15    | 57     |
| 12.º | Mont-de-Marsan        | 30         | 12         | 0          | 18         | 532    | 586    | -54    | 54     |
| 13.º | Racing Paris          | 30         | 11         | 1          | 18         | 615    | 807    | -192   | 53     |
| 14.º | Limoges               | 30         | 11         | 1          | 18         | 474    | 699    | -225   | 53     |
| 15.º | Union Bordeaux Bègles | 30         | 10         | 1          | 19         | 526    | 678    | -152   | 51     |
| 16.º | Périgueux             | 30         | 9          | 2          | 19         | 551    | 708    | -157   | 50     |

## Fase Final

### Semifinal
| 2004 | Bayonne | 16 - 14 | Dax |  |  |

| 2004 | Auch | 16 - 21 | Lyon |  |  |

### Final
| 2004 | Bayonne | 9 - 26 | Auch |  |  |

| Bandera de Francia |
| Campeón Auch       |
| Primer título      |